# Grosse Blaue Katharinenpflaume
Grosse Blaue Katharinenpflaume es una variedad cultivar de ciruelo (Prunus domestica), de las denominadas ciruelas europeas.
Una variedad de ciruela resultado de mejoras efectuadas en la antigua variedad 'Sainte Catherine' en el programa de mejoras del "Obstbauversuchsanstalt Jork", Hamburgo (Alemania).
Las frutas tienen un tamaño medio, color de piel rojo púrpura, a veces presentan unas pequeñas salpicaduras rojo carmín vivo, punteado abundante, muy menudo, sin aureola, y pulpa de color amarillo verdosa, con textura suave, medianamente jugosa, y sabor ligeramente dulce, más bien insípida.

## Historia
'Grosse Blaue Katharinenpflaume' es una variedad de ciruela resultado de mejoras efectuadas en la antigua variedad 'Sainte Catherine' en el programa de mejoras del "Obstbauversuchsanstalt Jork", Hamburgo (Alemania).
'Grosse Blaue Katharinenpflaume' está cultivada en la National Fruit Collection (Colección Nacional de Fruta) de Reino Unido, con el número de accesión: 1951 - 155 y nombre de accesión : Grosse Blaue Katharinenpflaume. Recibido por "The National Fruit Trials" (Probatorio Nacional de Frutas) en 1951.

## Características
'Grosse Blaue Katharinenpflaume' se trata de árbol de porte extenso, moderadamente vigoroso, erguido. Las flores deben aclararse mucho para que los frutos alcancen un calibre más grueso. Tiene un tiempo de floración que comienza a partir del 11 de abril con el 10% de floración, para el 14 de abril tiene una floración completa (80%), y para el 24 de abril tiene un 90% de caída de pétalos.
'Grosse Blaue Katharinenpflaume' tiene una talla de tamaño medio (peso promedio 26.50 gr), de forma ovoide, anchura máxima por debajo de la línea media, depresión suave en la zona ventral, presenta sutura bien visible, línea transparente de color indefinido, situada en una depresión muy suave en toda su extensión, excepto en el polo pistilar en que la depresión es muy marcada. Tiene una piel muy poco pruinosa (pruina muy fina), blanco grisáceo, no se aprecia pubescencia, siendo el color de la piel rojo púrpura, a veces presentan unas pequeñas salpicaduras rojo carmín vivo, punteado abundante, muy menudo, sin aureola; pedúnculo medio o largo (longitud promedio 17.73mm), fino, leñoso, siendo su cavidad peduncular estrechísima, casi superficial, apenas rebajada en la sutura y sin rebajar en el lado opuesto. Su pulpa es de color amarillo verdosa, con textura suave, medianamente jugosa, y sabor ligeramente dulce, más bien insípida.
Hueso semi adherente en las caras laterales, pequeño, elíptico, surco dorsal bien marcado con bordes lisos dentados o con orificios, surcos laterales variables, superficie arenosa.
Su tiempo de recogida de cosecha se inicia en su maduración en la primera quincena de agosto.

## Cultivo
La ciruela 'Grosse Blaue Katharinenpflaume' está considerada como buena, y es utilizada como ciruela de postre con fruta jugosa dulce y bastante suave.
También se usa como ciruela de cocina es una variedad excelente para procesar en mermeladas de hermoso color rojo, pasteles, mermeladas, frutas confitadas.